# Alpha: Người thủ lĩnh
Alpha: Người thủ lĩnh (tên gốc tiếng Anh: Alpha) là một bộ phim ra mắt năm 2018 của đạo diễn Albert Hughes, phim có sự tham gia của các diễn viên Kodi Smit-McPhee, Leonor Varela và Jens Hultén. Phim lấy bối cảnh từ 20.000 năm trước ở châu Âu tiền sử làm câu chuyện từ thù hóa bạn giữa cậu thanh niên tiền sử Keda và con sói cái Alpha bị thương và lạc bầy, cũng từ đây, lịch sử nhân loại hoàn toàn thay đổi khi thuần hóa được loài sói thành chó nhà.

## Nội dung
Nhân vật chính của phim là Keda, con trai tộc trưởng một bộ lạc, trong một lần đi săn thú lớn (săn bò rừng cổ đại) để có cái ăn cho bộ tộc, trong khi săn, chàng trai trẻ đã bị con bò mộng đầu đàn húc rơi xuống vách đá. Khi tỉnh dậy, chỉ còn một thân một mình, anh chàng phải chiến đấu giành lại sự sống và trở về nhà theo dấu những vì sao được xăm trên bàn tay, đồng hành cùng anh còn có Alpha là con sói cái hung dữ dần dần bị thuần hóa, hành trình của chàng trai trẻ Keda là minh chứng cho ý chí kiên cường và nghị lực của con người từ thời kỳ đầu của nền văn minh nhân loại. Sau này, chính con sói cái sinh ra một bầy sói và là bạn của con người.

## Diễn viên
- Kodi Smit-McPhee vai Keda
- Leonor Varela vai Shaman
- Jens Hultén vai Xi
- Jóhannes Haukur Jóhannesson vai Tau
- Chuck (chó Tiệp Khắc) vai Alpha